# Sansankoto Island
Sansankoto Island ist eine Binneninsel des Gambia-Flusses im westafrikanischen Staat Gambia.

## Geographie
Nahe dem linken Ufer des Gambia, an der Mündung des Brefet Bolong und dem Bulok Bolong, liegt rund 30 Fluss-Kilometer flussaufwärts von Banjul entfernt, die ungefähr dreieinhalb mal fünfeinhalb Kilometer große unbewohnte Insel Sansankoto Island. In dem an dieser Stelle ungefähr sechs Kilometer breiten Gambia liegt in der Flussmitte, rund sechs Kilometer nordwestlich davon entfernt, die historisch bedeutsame Insel James Island. Gegenüber auf dem anderen rechten Ufer von Sansankoto Island befinden sich die Orte Albreda und Juffure.
Der Ort Brefet befindet sich rund drei Kilometer südwestlich der Insel. In der Nähe befand sich in den 1780ern ein britischer Handelsposten.

### Abgetrennte, zweite Insel
Westlich dieser Insel befindet sich heute eine zweite rund 3400 Meter lange und 800 Meter breite Insel. Sie gehörte ursprungsprünglich zusammen zu Sansankoto Island und auf den meisten Karten sind sie zusammen auch noch durch eine Landbrücke verbunden. Durch Erosion ist die Insel in der zweiten Hälfte des 20. Jahrhunderts auseinandergebrochen, so dass eine ca. 400 Meter breite Lücke entstanden ist. Ein Name für die abgetrennte Insel ist nicht überliefert oder vergeben.